# ブッビアーノ
ブッビアーノ（伊: Bubbiano）は、イタリア共和国ロンバルディア州ミラノ県にある、人口約2,400人の基礎自治体（コムーネ）。

## 地理

### 位置・広がり

#### 隣接コムーネ
隣接するコムーネは以下の通り。括弧内のPVはパヴィーア県所属を示す。
- カルヴィニャスコ
- カゾラーテ・プリーモ (PV)
- モリモンド
- ロザーテ

### 地震分類
イタリアの地震リスク階級 (it) では、4 に分類される
。